# Окасио, Камерон
Камерон Окасио (англ. Cameron Ocasio, род. 7 сентября, 1999 года, Лонг-Айленд, Нью-Йорк, США) — американский актёр, наиболее известный ролью Дайса в телесериале канала Nickelodeon «Сэм и Кэт». Также известен эпизодическими ролями в телесериале «Закон и порядок: Специальный корпус» и в фильме «Синистер».

## Биография
Родился и вырос в Лонг-Айленде, Нью-Йорке. В семье средний ребёнок из троих — у него есть старший брат и младшая сестра. Начав свою карьеру как модель в возрасте до двух лет, Кэмерон проявил интерес к актёрскому мастерству в восемь лет. В 2013 году получил одну из главных ролей в телесериале «Сэм и Кэт».

## Избранная фильмография
| Год       |   | Русское название                    | Оригинальное название            | Роль          |
| --------- | - | ----------------------------------- | -------------------------------- | ------------- |
| 2011      | с | Закон и порядок: Специальный корпус | Law & Order:Special Victims Unit | Нико Грей     |
| 2012      | ф | Синистер                            | Sinister                         | BBQ boy       |
| 2013—2014 | с | Сэм и Кэт                           | Sam & Cat                        | Дайс Корлеоне |